# Ispalatset (Tjerepovets)

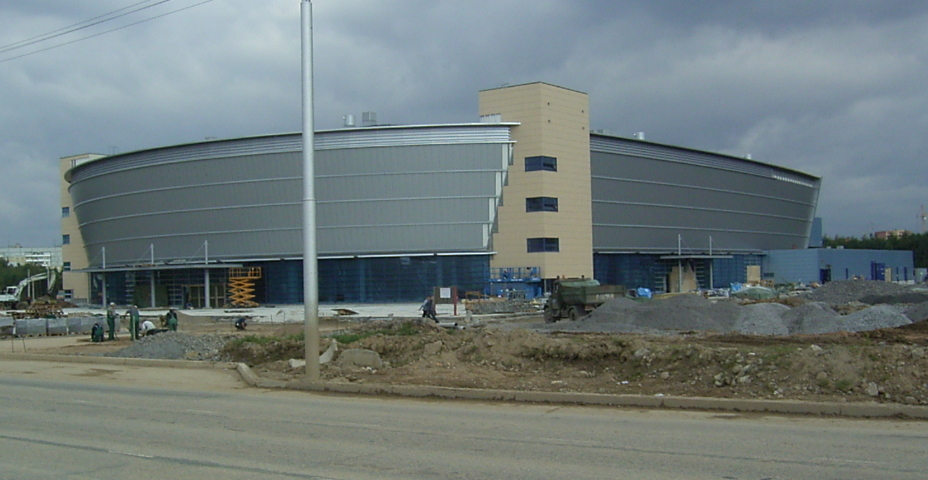
Arenan år 2006.

Ispalatset (Tjerepovets) är en multiarena i Tjerepovets, Ryssland och är hemmaarena för det ryska hockeylaget i KHL Severstal Tjerepovets. Arenan invigdes år 2007. Ishallen har en kapacitet på cirka 6 000 åskådare och ersatte den tidigare arenan med en kapacitet på 3 500 åskådare.